# 9987 Peano
9987 Peano là một tiểu hành tinh vành đai chính. Nó bay quanh Mặt Trời theo chu kỳ 3.38 năm.
Discovered bởi P. G. Comba ngày 29 tháng 7 năm 1997 Tên chỉ định của nó là 1997 OO1. It was later renamed 9987 Peano in honour thuộc Giuseppe Peano.